# Luka Šatara
Luka Šatara (Zagreb, 10. listopada 1996.) je hrvatski kazališni, filmski i televizijski glumac.

## Životopis

### Karijera
Magistrirao glumu na Umjetničkoj Akademiji u Splitu 2022. godine. Prve glumačke minute ostvaruje u Tv seriji *Balkan INC.* i tada počinje njegova ljubav prema glumi. U više od 16 godina bavljenja glumom svoje iskustvo usavršava kroz angažmane na filmu, televiziji, reklamnim kampanjama te u kazališnim predstavama od kojih se ističu uloga u filmu „Agape“ redatelja Branka Schmidta, epizodna uloga u TV – seriji „Crno Bijeli Svijet“ Gorana Kulenovića. Predstava kazališta Playdrama „Dijete Našeg Vremena“ redateljice Helene Petković u kojoj igra, 2020. godine dobila je Nagradu Hrvatskog Glumišta za izniman doprinos kazališnoj umjetnosti te Nagradu za kolektivnu igru na 44. Danima satire Fadila Hadžića.

## Ostvarene uloge

### Filmske uloge
- “Agape” kao Stipe (2017.), režija: Branko Scmidt
- “Koko i duhovi” kao Dječak (2011.), režija: Daniel Kušan
- “Lea i Darija” kao Dječak (2011.), režija: Branko Ivanda
- “Max Schmelling” kao Werner Lewin (2010.), režija: Uwe Boll

### Televizijske uloge
- “Balkan INC.” kao Damir (2006.), režija: Bostjan Vrhovec
- “Crno - Bijeli Svijet” kao Senf (2015.), režija: Goran Kulenović

### Kazališne uloge
- "Mreža" kao Luka  (2023.), režija:Iva Olujić, Teatar Tirena
- "Delirij U Dvoje" kao On (2023.), režija: Ana Pogorelić i Luka Šatara, UO Lovro&Nina
- „Zaigrani Božić“ kao Dado / Ledeni Kralj, dječja predstava (2022.), režija: Nina Horvat, Teatar Tirena
- „Judita“ kao Ozija, Splitsko ljeto (2021.), režija: Bruna Bebić, UMAS, GKL, HNK Split
- „Dijete Našeg Vremena“ kao Krešimir Duh (2019.), režija: Helena Petković, Playdrama
- „Trubadur“ kao Manricov vojnik (2018.), režija: Robert Bošković, HNK Split
- „Velika Božićna Avantura“ kao papagaj Božo, dječja predstava (2015.), režija: NIna Horvat i Ines Škuflić, Teatar Tirena

### Kratkometražni filmovi
- “Star Stuff” kao Young Carl (2015.), režija: Ratimir Rakuljić

### Radio-drame
- „Zvijeri Sjene“ kao Mali Brat (2009.),  režija: Lawrence Kiiru

## Nagrade i priznanja
- Nagrada hrvatskog glumišta 2020. za izniman doprinos kazališnoj umjetnosti glumačkom ansamblu predstave „Dijete našeg vremena“[1]
- Nagrada za specijalno postignuće, za kolektivnu igru na 44. izdanju festivala Dani satire Fadila Hadžića za predstavu „Dijete Našeg Vremena“[2]

## Vanjske poveznice
- Luka Šatara u internetskoj bazi filmova IMDb-u (engl.)